# Flor de durazno (película de 1945)
Flor de durazno es una película de drama mexicana estrenada en 1945 dirigida por Miguel Zacarías. Está protagonizada por Fernando Soler y Esther Fernández.

## Argumento
Un joven va a trabajar a Estados Unidos y su novia cree que la ha abandonado; poco después, un hombre rico la seduce.

## Reparto
- Fernando Soler como Don Germán
- Esther Fernández como Rina
- David Silva como Fabián
- Roberto Romaña como Miguel
- Emma Roldán como Candela
- Eduardo Arozamena como Padre Filemón
- Jorge Rachini como León
- Fanny Schiller como Doña Encarnación
- Eugenia Galindo como Doña Panchita
- Lupe Inclán como Doña Apolonia
- Julio Ahuet como Hombre en cantina (no acreditado)
- Roberto Cañedo como Hombre en cantina (no acreditado)
- Lupe del Castillo (no acreditado)
- Gilberto González como Hombre en cantina (no acreditado)
- Ana María Hernández como Madre de León (no acreditada)
- Rafael Icardo como Hombre en cantina (no acreditado)
- Salvador Quiroz como Hombre en cantina (no acreditado)
- Humberto Rodríguez como Mayordomo (uncredited)
- Manuel Trejo Morales como Doctor (no acreditado)

## Canciones
- «Flor de Durazno», escrita por Ernesto Cortázar y Felipe Bermejo
- «Coplas Alusivas», escrita por Ernesto Cortázar y Felipe Bermejo